# Градус Уэджвуда

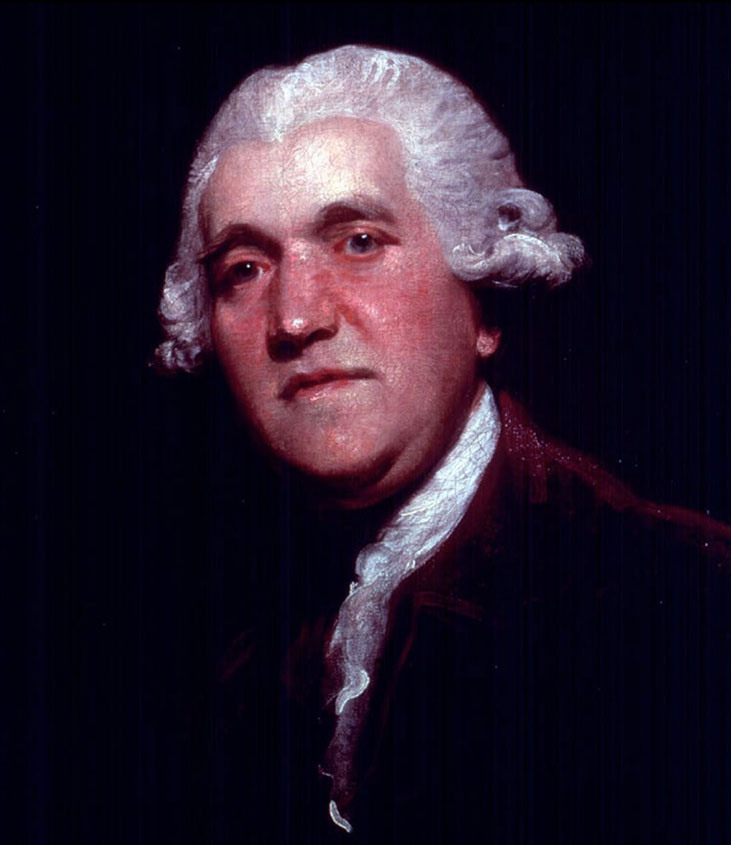
Джозайя Уэджвуд

Градус Уэджвуда — единица измерения температуры в температурной шкале, которая использовалась для измерения температуры выше точки кипения ртути — 356 °C (673 °F). Шкала и связанный метод измерения были предложены знаменитым английским художником-керамистом и дизайнером Джозайей Уэджвудом в XVIII веке. Измерение температуры по шкале Уэджвуда основано на измерении величины усадки глины при нагревании, путём сравнения длины нагретых и холодных глиняных цилиндров. Ноль по шкале Уэджвуда соответствует 580,8 °C (1077,5 °F), от него шкала была градуирована на 240 градусов до отметки 54 °C (130 °F). Принцип измерения и числовые характеристики шкалы Уэджвуда впоследствии были признаны неточными и вышли из употребления.

## История метода
С помощью обычного ртутного термометра можно измерять температуру только до точки кипения ртути — 356 °С, что неприемлемо для многих технологических процессов, в частности в производстве керамики, стеклоделии и металлургии. Британский керамист и предприниматель Джозайя Уэджвуд в связи с этим разработал свой метод и шкалу для измерения температуры в печах. Поначалу метод и устройства Уэджвуда получили широкое распространение, но после изобретения точных пирометров, например пирометра Джона Даниэля в 1830 году, вышли из употребления.

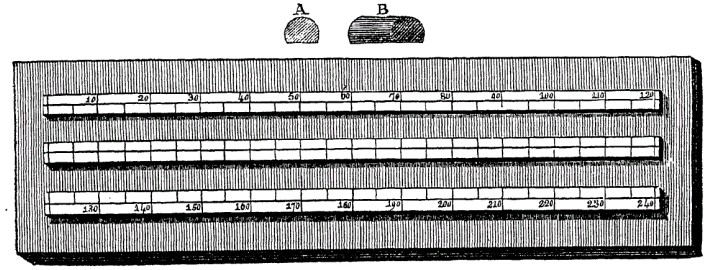
Глиняный пирометр Уэджвуда

В 1782 году Уэджвуд соорудил устройство для измерения температуры (пирометр), который представлял собой два глиняных цилиндра с металлическими пластинами, наклонёнными под небольшим углом, со шкалой, разделённой на 240 частей. Цилиндр без подогрева соответствовал нулевой температуре. Второй цилиндр после отжига глины сжимался и по степени его сжатия можно было определить температуру.

## Шкала
Нулевая отметка на шкале Уэджвуда соответствовала температуре красного каления — 580,8 °C (1077,5 °F). От нулевой отметки шкала была проградуирована вниз на 240 делений до уровня в 54 °C (130 °F) и вверх до уровня в 17 914 °C (32 277 °F). Метод Уэджвуда был несовершенным и вызвал критику со стороны многих его современников. В частности, по мнению академика Я. Д. Захарова (1765—1836), «посредством оного не единой степени жара, особливо в различных и отдаленных друг от друга местах, точно определить неможно».
К недостаткам пирометра Уэджвуда Я. Д. Захаров относил следующее:
- неодинаковую сжимаемость различных сортов глины при увеличении температуры;
- малую чувствительность;
- возможность деформации и разрушения кубика в момент опыта;
- неточное определение нулевых точек и другое[6].

Уэджвуд попытался также сравнить свою шкалу с другими температурными шкалами путём измерения расширения серебра в зависимости от температуры, а также определил точки плавления меди (27 °W или 2531 °C (4587 °F)), серебра (28 °W или 2603 °C (4717 °F)) и золота (32 °W или 2892 °С (5237 °F)). Как впоследствии выяснилось, все эти значения, определённые Уэджвудом, являются ошибочными (реальная температура плавления меди — 1084 °С, серебра — 962 °С, золота — 1064 °С).

## Корректировка
Французский химик Луи Гитон де Морво (1737—1816), используя свой пирометр, протестировал шкалу Уэджвуда и пришёл к выводу, что её нулевая отметка должна быть значительно ниже — примерно 269 °C, а не 580,8 °C; а низшая точка располагаться на уровне 16,9 °C, а не 54 °C. Тем не менее даже после этого Уэджвуд не отказывался от своих представлений о точках плавления металлов.